# Qualea brevipedicellata
Qualea brevipedicellata är en tvåhjärtbladig växtart som beskrevs av Stafleu. Qualea brevipedicellata ingår i släktet Qualea och familjen Vochysiaceae. Inga underarter finns listade i Catalogue of Life.